# Sven Smeets

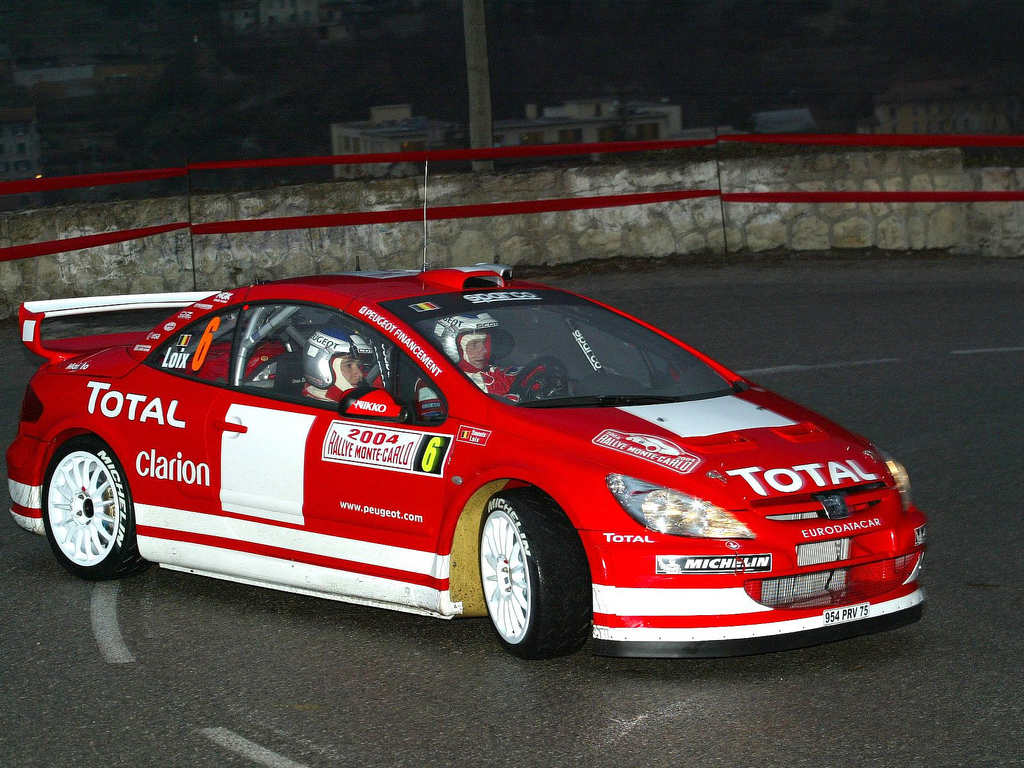
Loix és Smeets a 2004-es Monte Carlo-ralin

Sven Smeets  (1972. május 12. –) belga rali-navigátor.

## Pályafutása
1995 és 2005 között összesen kilencvenöt világbajnoki versenyen navigált.
Az 1995-ös portugál ralin, Freddy Loix oldalán debütált a világbajnokságon. Loixal 2004-ig dolgozott együtt. Ez időszak alatt a Mitsubishi, a Peugeot, valamint a Hyundai gyári csapatában is versenyeztek.
A 2005-ös szezon közepén Stéphane Prévot helyét vette át a Citroen pilótája, François Duval mellett. Duval és Smeets három második helyezést, valamint egy győzelmet ért el közös munkájuk alatt. Az ausztrál versenyen elért sikerük a világbajnokság első olyan győzelme volt, melyet belga páros szerzett.

### Rali-világbajnoki győzelem
| #  | Dátum                | Rali          | Versenyző      | Autó              | Összefoglaló |
| -- | -------------------- | ------------- | -------------- | ----------------- | ------------ |
| 1. | 2005. november 20-23 | Ausztrál rali | Francois Duval | Citroën Xsara WRC | Összefoglaló |

## Külső hivatkozások
- Profilja a rallybase.nl honlapon
- Profilja az ewrc.results.com honlapon